# وتیح (یمن)
 وتیح  نام روستایی است در بایهٔ کوه (جبل وبلاح) در ناحیهٔ ذمار، از توابع استان ذَمار در کشور یمن در شبه جزیره عربستان است. 
جمعیت آن ۳۲۴ نفر (۶ خانوار) می‌باشد.